# Công ty Trực thăng Miền Nam
Công ty Trực thăng Miền Nam (tiếng Anh: Southern Vietnam Helicopter Company, viết tắt là VNH South), còn được gọi là Công ty bay Dịch vụ Miền Nam (tiếng Anh: Southern Service Flight Company, viết tắt là SSFC), là một doanh nghiệp hàng không nhà nước tại Việt Nam, cung cấp các chuyến bay bằng máy bay trực thăng với nhiều mục đích khác nhau, cụ thể là phục vụ thăm dò và khai thác dầu khí, bay du lịch, dịch vụ cứu hỏa, tìm kiếm cứu hộ, cấp cứu y tế, cho thuê trực thăng và nhân công, huấn luyện phi công và nhân viên kỹ thuật, dịch vụ kỹ thuật hàng không và các dịch vụ sân bay. Công ty có trụ sở tại sân bay Vũng Tàu, Vũng Tàu, Việt Nam.

## Lịch sử
Tháng 8 năm 1983, tổ bay phục vụ ngành công nghiệp dầu khí Việt Nam được thành lập từ một đơn vị bay của Không quân Nhân dân Việt Nam. Ngày 4 tháng 1 năm 1984, tổ bay thực hiện chuyến bay đầu tiên cho xí nghiệp liên doanh "Vietsovpetro".
Ngày 11 tháng 3 năm 1985, Nhà nước Việt Nam quyết định thành lập công ty trực thăng đầu tiên của Việt Nam trên cơ sở tổ bay đầu tiên này với tên gọi là Công ty Dịch vụ Trực thăng Việt Nam, viết tắt là "Helicop Vietnam".
Trong năm 1989, trước sự phát triển của ngành công nghiệp dầu khí và yêu cầu dịch vụ trực thăng ngày càng cao, Chính phủ Việt Nam quyết định thành lập Tổng công ty bay Dịch vụ Việt Nam (SFC Vietnam) trên cơ sở từ "Helicop Vietnam" và đổi tên thành Công ty bay Dịch vụ Miền Nam, là một đơn vị trực thuộc SFC Vietnam.
Tháng 3 năm 2012, Công ty bay Dịch vụ Miền Nam được cơ cấu lại và đổi tên thành Công ty Trực thăng Miền Nam (VNH South), trực thuộc Tổng công ty Trực thăng Việt Nam (VNH).

## Đội bay
- Mi-17-1V
- Mi-172
- S.P L2 MK2
- EC130 T2
- EC155
- EC225
- Cabri G2
- AW189